# ミシシッピ郡 (ミズーリ州)
ミシシッピ郡（英: Mississippi County）は、アメリカ合衆国ミズーリ州の南東部、ブートヒール地域に位置する郡である。2010年国勢調査での人口は14,358人であり、2000年の13,427人から6.9％増加した。郡庁所在地はチャールストン市（人口5,947人）であり、同郡で人口最大の都市でもある。ミシシッピ郡は1845年2月14日に設立され、郡名はミシシッピ川に因んで名付けられた。

## 歴史
ミシシッピ郡は、北をスコット郡丘陵、南をセンとジェイムズ・バイユー、東をミシシッピ川、西をリトル川に接する広大な地域、昔は「ティワッピティ・ボトム」と呼ばれた土地に位置している。
1540年、エルナンド・デ・ソトがアーカンザス川を通り、おそらく、様々なインディアン部族しか居なかったミズーリ州南東部まで入った。白人移民がじわじわとその入植範囲を広げ、インディアンは生き残りのために西に追いやられた。ミズーリ州南東部はその平坦かつ低い湿地で知られ、雨が多いときはミシシッピ川の洪水に曝された。原生林があることは、森林を求めていた材木男爵を惹きつけた。土地が開墾されると堤防が築かれ、排水地区が形成された。その排水地区の中に数百マイルにおよぶ堤防や土手が築かれ、数千エーカーの土地が農業に使われるようになった。その土地は数世紀におよぶミシシッピ川の洪水で肥沃になっており、トウモロコシ、コムギ、綿花、また後には大豆や米の栽培に優れていた。
1820年までにミズーリ州南東部の郡部に開拓地が作られた。開拓者の大半は農夫であり、イリノイ州、ケンタッキー州、テネシー州、バージニア州から肥沃で安い土地を求めて来ており、チャールストン周辺に入った。
現在チャールストン市がある土地は1830年に入植された。1837年、サンクフル・ランドルという人物がジョセフ・ムーアに22.5エーカー (90,000 m2) の土地を売却し、即座にチャールストン市の区画割が行われた。当初の領域は南北4ブロック、東西3ブロックの12ブロックだった。当初の区画は1837年5月20日に登記された。ミシシッピ郡でチャールストン市を法人化する法案が、1872年3月25日にミズーリ州議会を通過した。

## 地理
アメリカ合衆国国勢調査局に拠れば、郡域全面積は428.91平方マイル (1,110.9 km2)であり、このうち陸地413.16平方マイル (1,070.1 km2)、水域は15.75平方マイル (40.8 km2)で水域率は3.67％である。

### 主要高規格道路
- 州間高速道路57号線
- アメリカ国道60号線
- アメリカ国道62号線
- ミズーリ州77号線
- ミズーリ州80号線
- ミズーリ州105号線

### 隣接する郡
- アレクサンダー郡 (イリノイ州) - 北
- バラード郡 (ケンタッキー州) - 北東
- カーライル郡 (ケンタッキー州) - 東
- ヒックマン郡 (ケンタッキー州) - 南東
- フルトン郡 (ケンタッキー州) - 南
- ニューマドリード郡 - 南西
- スコット郡 - 北西

ミシシッピ郡と接する7郡のうち4郡がケンタッキー州の郡であるが、これら4郡と直接結ぶ高規格道路は無い。このミズーリ州に接するケンタッキー州の郡はどれもミズーリ州と繋ぐ高規格道路を持っておらず、アメリカ合衆国の中でもこのような関係はこの2州のみである。

## 人口動態
以下は2000年の国勢調査による人口統計データである。
| 基礎データ - 人口: 13,427人 - 世帯数: 5,383 世帯 - 家族数: 3,671 家族 - 人口密度: 13人/km2（32人/mi2） - 住居数: 5,840軒 - 住居密度: 5軒/km2（14軒/mi2） 人種別人口構成 - 白人: 77.93% - アフリカン・アメリカン: 20.53% - ネイティブ・アメリカン: 0.25% - アジア人: 0.11% - 太平洋諸島系: 0.01% - その他の人種: 0.29% - 混血: 0.89% - ヒスパニック・ラテン系: 0.96% 年齢別人口構成 - 18歳未満: 26.3% - 18-24歳: 8.8% - 25-44歳: 25.4% - 45-64歳: 23.6% - 65歳以上: 15.9% - 年齢の中央値: 37歳 - 性比（女性100人あたり男性の人口） - 総人口: 87.6 - 18歳以上: 82.7 | 世帯と家族（対世帯数） - 18歳未満の子供がいる: 31.2% - 結婚・同居している夫婦:47.7% - 未婚・離婚・死別女性が世帯主: 17.3% - 非家族世帯: 31.8% - 単身世帯: 285% - 65歳以上の老人1人暮らし: 14.4% - 平均構成人数 - 世帯: 2.44人 - 家族: 2.98人 収入と家計 - 収入の中央値 - 世帯: 28,837米ドル - 家族: 35,554米ドル - 性別 - 男性: 26,110米ドル - 女性: 17,204米ドル - 人口1人あたり収入: 16,847米ドル - 貧困線以下 - 対人口: 23.7% - 対家族数: 19.0% - 18歳未満: 31.7% - 65歳以上: 21.7% |

## 教育
ミシシッピ郡の25歳以上の成人の中で61.1％は高校卒以上の学歴があり、9.6％は学士以上の学位を持っている。

### 宗教
2000年宗教データアーカイブ協会郡別信徒報告書に拠れば、ミシシッピ郡は福音主義プロテスタントが最多数を占めるバイブル・ベルトにある。最も多い会派は南部バプテスト連盟の53.58％、続いてメソジストの13.70％、チャーチズ・オブ・クライストの7.55％である。

## 都市と町
| - アニストン - バーズポイント - バートランド - チャールストン - 郡庁所在地 | - ディベンター - ドリーナ - イーストプレーリー - マイナー | - ピンホック - ウィルソンシティ - ウルフアイランド - ワイアット |

## 政治

### 地方
ミシシッピ郡の地方レベルでは民主党が完全に政治を支配しており、郡の選挙で選ばれる役職は1人を除いて独占している。

### 国政
大統領選挙のレベルではかなり二大政党が鎬を削る郡であるが、アフリカ系アメリカ人が多くて貧困層の多いブートヒール地区の郡と同様に、やや民主党支持に傾く傾向にある。2004年のアメリカ合衆国大統領選挙では、ジョージ・W・ブッシュが17票差でミシシッピ郡を制したが、2000年ではアル・ゴアが制した。どちらも他の田園部郡に比べて僅差の戦いだった。1992年と1996年はビル・クリントンが2桁以上の得票率差で制した。2008年の選挙では、州内の田園部にある郡と同様、バラク・オバマよりジョン・マケインを選んだ。ただしその票差は他の田園部郡に比べて僅差だった。
ミシシッピ郡は州内の田園部にある郡と同様、社会的にまた文化的に保守的であるが、経済問題についてはディキシークラットに典型的な中道あるいは人民主義的傾向もある。2004年の州民投票では、結婚を男と女の結合として定義する州憲法改正案をミシシッピ郡は86.87％という圧倒的多数で賛成した。州全体でも71％の賛成で可決し、ミズーリ州は同性結婚を禁止する最初の州になった。2006年の州民投票では、胚性幹細胞の研究を予算化し、合法化する憲法改正案が掛けられたが、ミシシッピ郡では57.35％が反対した。州全体では51%の賛成と辛うじて改正が成立し、胚性幹細胞の研究を最初に認めた州の1つになった。郡民は伝統的に社会問題に保守的であるが、最低賃金の増加のような人民主義的施策は支持する傾向にある。やはり2006年の州民投票で最低賃金を時間あたり6.50ドルに増やす命題については、ミシシッピ郡では75.66％が支持した。この命題は州内のどの郡でも支持され、78.99％が賛成した。

#### 2008年大統領予備選挙
2008年の大統領予備選挙で、ミシシッピ郡は二大政党の候補者をどちらも州全体と全国で二位に終わった者を選んだ。民主党の予備選挙ではヒラリー・クリントンが1位となり、さらに共和党予備選挙で各候補に投じられた票数よりも多かった。